# Берг Лев Семенович
Лев Семе́нович Берг (нар. 2 (14) березня 1876, Бендери — 24 липня 1950) — російський радянський географ та біолог.

## Життєпис
Народився у Бендерах (Молдова). У 1898 закінчив Московський університет. У 1909 за монографію «Аральське море» здобув ступінь доктора географії. З 1928 — член-кореспондент АН СРСР, з 1934 — заслужений діяч науки РРФСР, з 1946 — академік. Берг брав активну участь у роботі Всесоюзного географічного товариства (з 1940 — президент); створив вчення про географічний ландшафт як предмет вивчення фізичної географії; продовжив і поглибив вчення В. В. Докучаєва про природні зони. Також Берг відомий як історик географічної науки.
Написав багато (понад 650) робіт з біогеографії, лімнології, іхтіології, гідробіології, етнографії, а також з геології, геоморфології і палеогеографії. У галузі загальної біології Берг висунув у 1922 теорію розвитку живої природи (теорія номогенезу), що була піддана різкій критиці як ідеалістична і антидарвіністська. Берг висунув гіпотезу ґрунтового походження лесу, вивчав природу УРСР і Молдавської РСР. У 1912—14 досліджував рельєф колишньої Чернігівської губернії. У статтях і монографіях Берга дається опис ландшафтних зон УРСР.
Сталінська премія, 1951.

## Твори
- (рос.)Природа СССР. К.-Х., 1937;
- (рос.)Географические зоны Советского Союза. В 2 т. Изд. 3. М., 1947—52 (1947 — 54[5]).
- (рос.)Рыбы пресных вод СССР и сопредельнных стран. В 2 т. М.—Л., 1948—49.
- (рос.)Очерки по физической географии. М.—Л., 1949.
- (рос.)«Бессарабия. Страна — люди — хозяйство» 1918 і «Население Бессарабии, этнографический состав и численность» 1923[5]